# Hydroptila uncinata
Hydroptila uncinata är en nattsländeart som beskrevs av Morton 1893. Hydroptila uncinata ingår i släktet Hydroptila och familjen smånattsländor. Inga underarter finns listade i Catalogue of Life.